# Pseudohynobius
Pseudohynobius är ett släkte av groddjur som ingår i familjen vinkelsalamandrar.
Dessa salamandrar förekommer i Kina. De hittas även på en platå som ligger 1700 till 1850 meter över havet.
Arter enligt Catalogue of Life:
- Pseudohynobius flavomaculatus
- Pseudohynobius kuankuoshuiensis
- Pseudohynobius shuichengensis

Amphibian Species of the World listar ytterligare tre arter:
- Pseudohynobius guizhouensis
- Pseudohynobius jinfo
- Pseudohynobius puxiongensis